# Водоспад смерті
«Водоспад смерті» (англ. Death Falls) — американський трилер 1991 року.

## Сюжет
Лиходії хочуть вижити за борги простого ковбоя Даба Фарлі з його ферми, він дає відсіч і виявляється в положенні поза законом. Викравши з лікарні старого татуся, він вступає в боротьбу з шерифом і його командою. Вимушені відступити до водоспаду смерті, вони готові на все заради свободи.

## У ролях
- Ріп Торн — Даб Фарлі
- Робертс Блоссом — Галс Джонсон
- Беверлі Гарленд — Мейі Бакстер
- Джеффрі Комбс — Лонні Хоукс
- Каз Гарас — шериф Перрін
- Джон Хемміл — Кортер
- Денніс Фімпл — Джифф
- Гейлард Сартейн — водій катафалку
- Джеймс Шорт — Роджер Хоукс
- Ненсі Парсонс — медсестра
- Джеррі Лейн — звіролов